# M53 (amas globulaire)
Pour les articles homonymes, voir M53.
M53 (ou NGC 5024) est un amas globulaire situé dans la constellation de la Chevelure de Bérénice. Il a été découvert par l'astronome allemand Johann Elert Bode en 1775. Charles Messier a observé cet amas le 26 février 1777 et il l'a inscrit à son catalogue comme M53,. William Herschel a été le premier à résoudre les étoiles de cet amas.
Situé à ∼ 60 000 a.l. (∼ 18,4 kpc) du centre de la Voie lactée et à ∼ 58 000 a.l. (∼ 17,8 kpc) de Terre, il se rapproche rapidement du système solaire à une vitesse estimée entre 79 km/s et 112 km/s.

## La population stellaire de M53
Comme tous les amas globulaires, la métallicité de M53 est faible et estimée à -1,86 [Fe/H]. Son âge de 12,67 milliards d'années est comparable à celui des autres amas globulaires de notre galaxie dont les âges varient de 10,24 (NGC 1261 et NGC 3201) à 13,95 (NGC 6171) milliards d'années. C'est l'un des amas les plus pauvres en métaux de la galaxie. On a même considéré par le passé que c'était l'amas le plus pauvre en métaux de la Voie lactée. Les mesures d'abondance des divers types d'étoiles montrent que la plupart des géantes rouges sont des étoiles de première génération, c'est-à-dire qu'elles ne se sont pas formées à partir de gaz recyclé des générations d'étoiles précédentes. Cela diffère de la majorité des amas globulaires qui sont davantage dominés par les étoiles de deuxième génération. Les étoiles de deuxième génération de NGC 5024 ont tendance à être plus concentrées dans la région centrale. Dans l'ensemble, la composition stellaire des membres de l'amas est similaire à celle des membres du halo de la Voie lactée.
M53 renferme plusieurs étoiles variables. Parmi celles-ci, il y a 55 variables connues pour être de type RR Lyrae. Une majorité de celles-ci, soit 34, présentent un comportement typique de l'effet Blazhko (en) (Sergueï Blajko, un astrophysicien russe), dont 23 de type RRc, la plus grande population connue dans un amas globulaire de la Voie lactée. Il existe également au moins trois variables type SX Phoenicis et une géante rouge semi-régulière.

## Interaction avec l'amas voisin NGC 5053

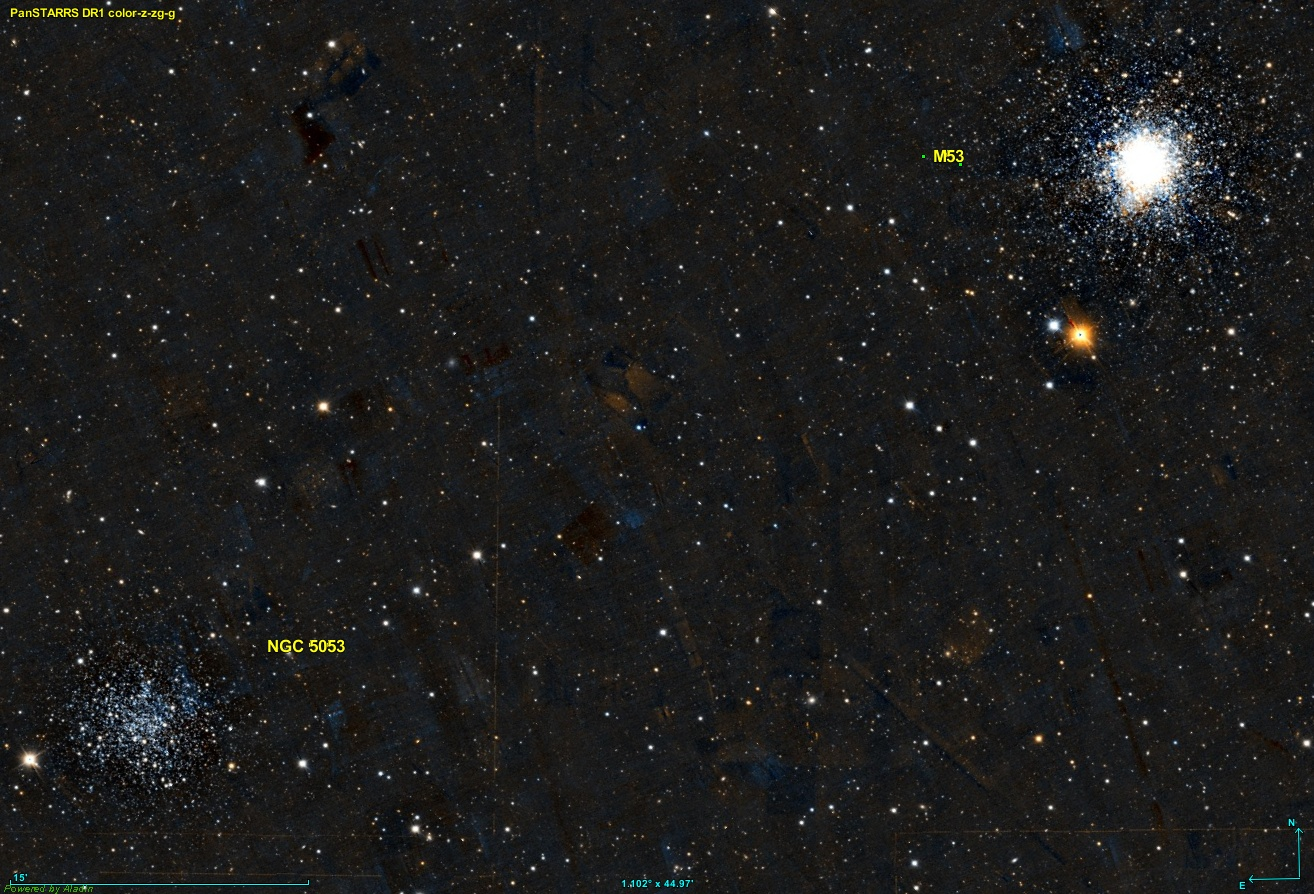
Les deux amas voisins, M53 et NGC 5053.

L'amas présente divers signes d'effet de marée, dont des régions plus denses et des ondulations à sa périphérie. On peut aussi observer des queues de matière le long de l'orbite de l'amas dans la direction est-ouest. Une structure semblable à un pont de marée ainsi qu'une enveloppe commune semblent relier M53 à un voisin rapproché, l'amas très diffus NGC 5053. Ces caractéristiques peuvent provenir d'une interaction dynamique de marée qui se serait produite entre ces deux amas, un événement probablement unique dans l'histoire de la Voie lactée, car il n'y a pas d'autre amas globulaire binaire connue dans notre galaxie. De plus, M53 est un candidat en tant que membre du courant de marée de la galaxie naine du Sagittaire.

## Galerie

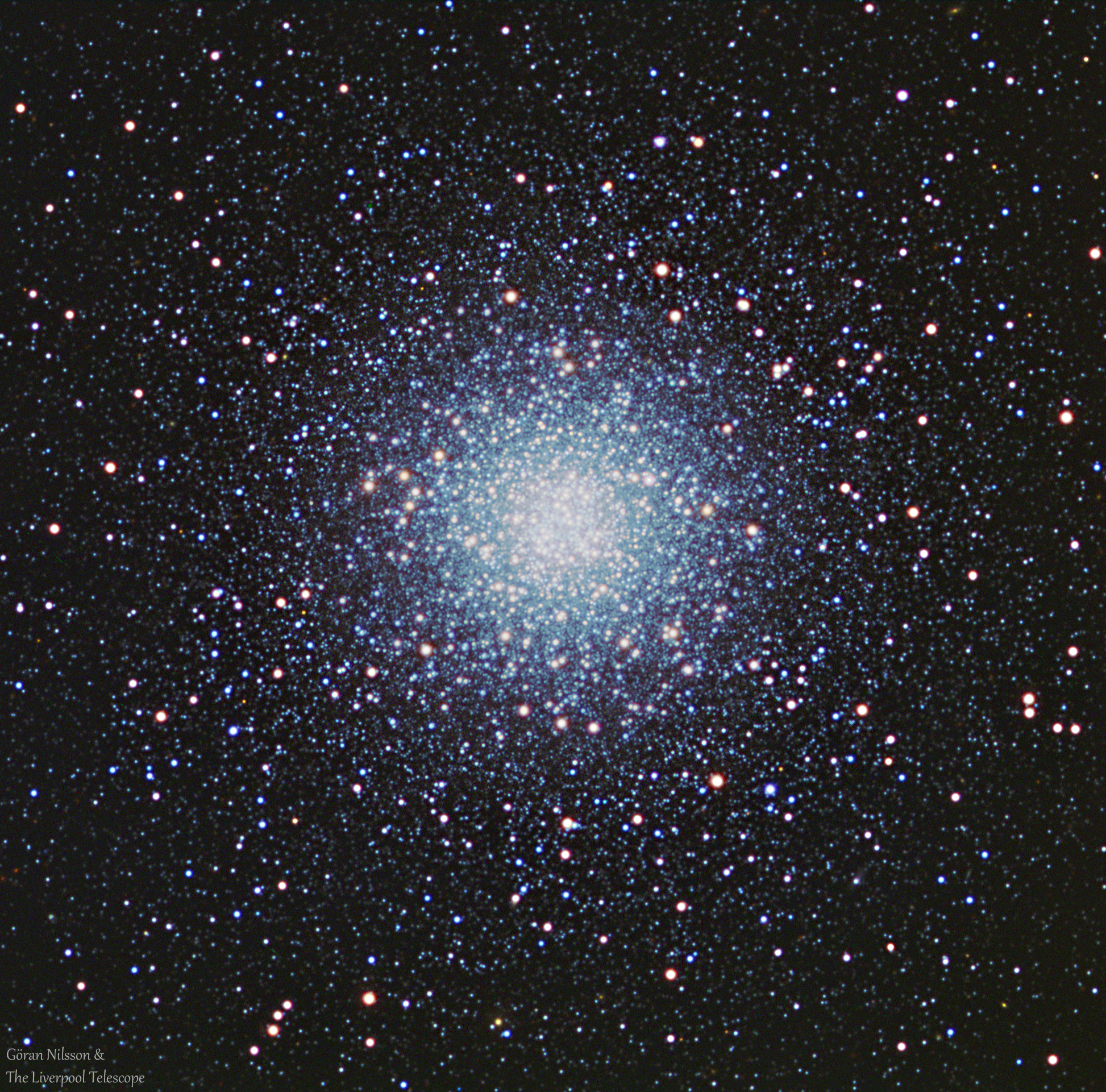
Image de M53 prise par le télescope Liverpool installé à l'observatoire du Roque de los Muchachos.
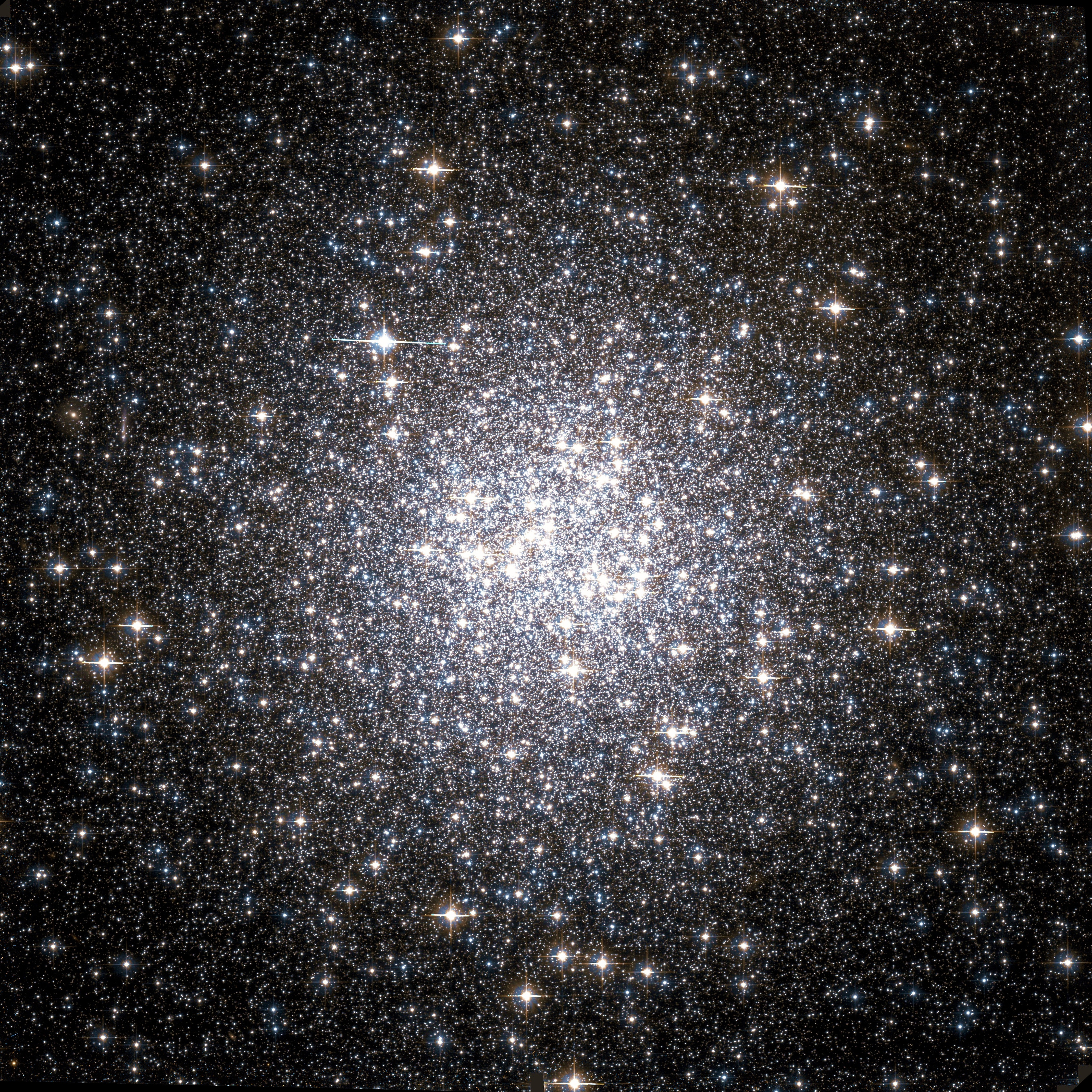
Image de M53 captée par le télescope spatial Hubble.
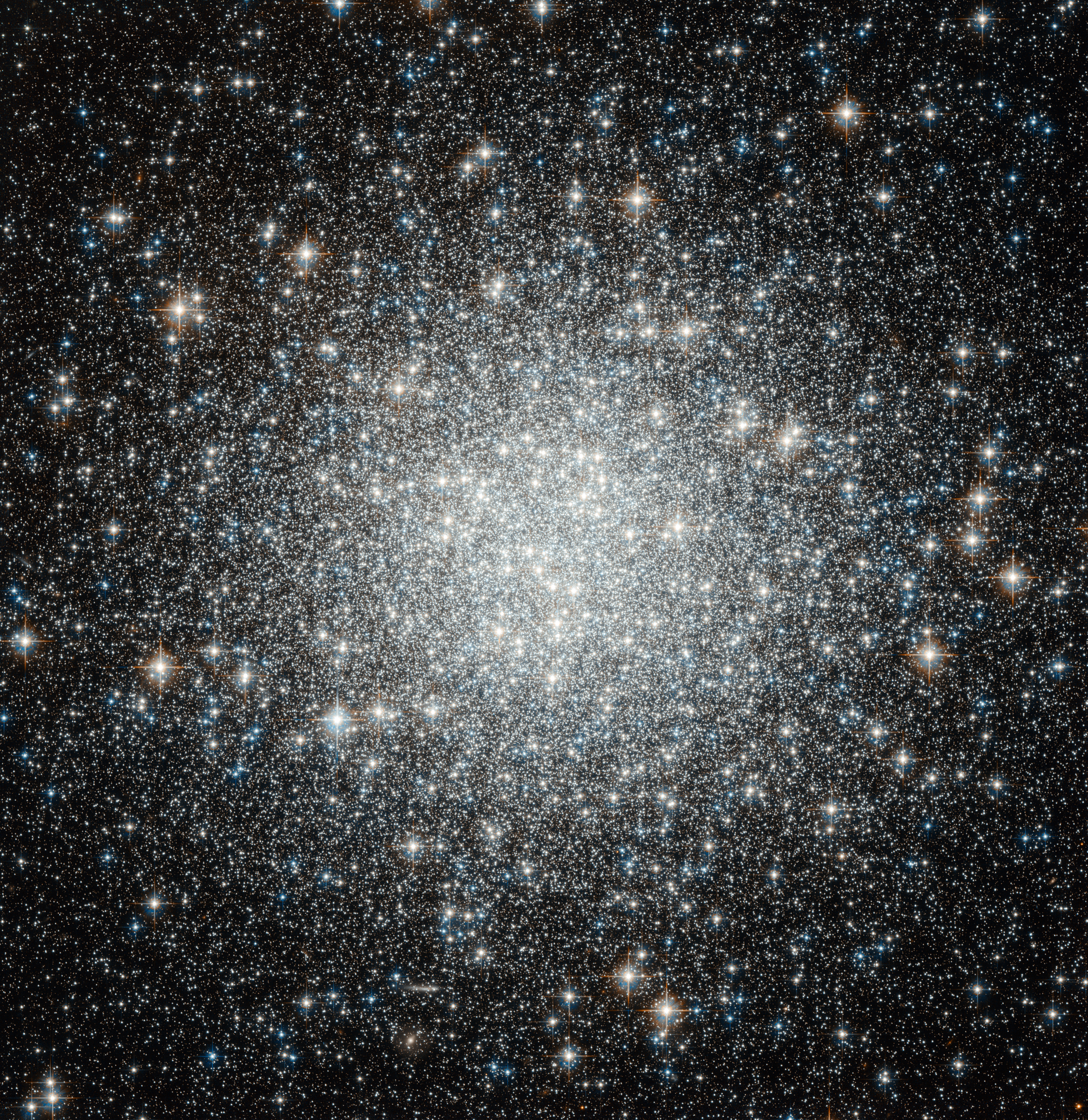
Autre image de M53 captée par télescope Hubble.
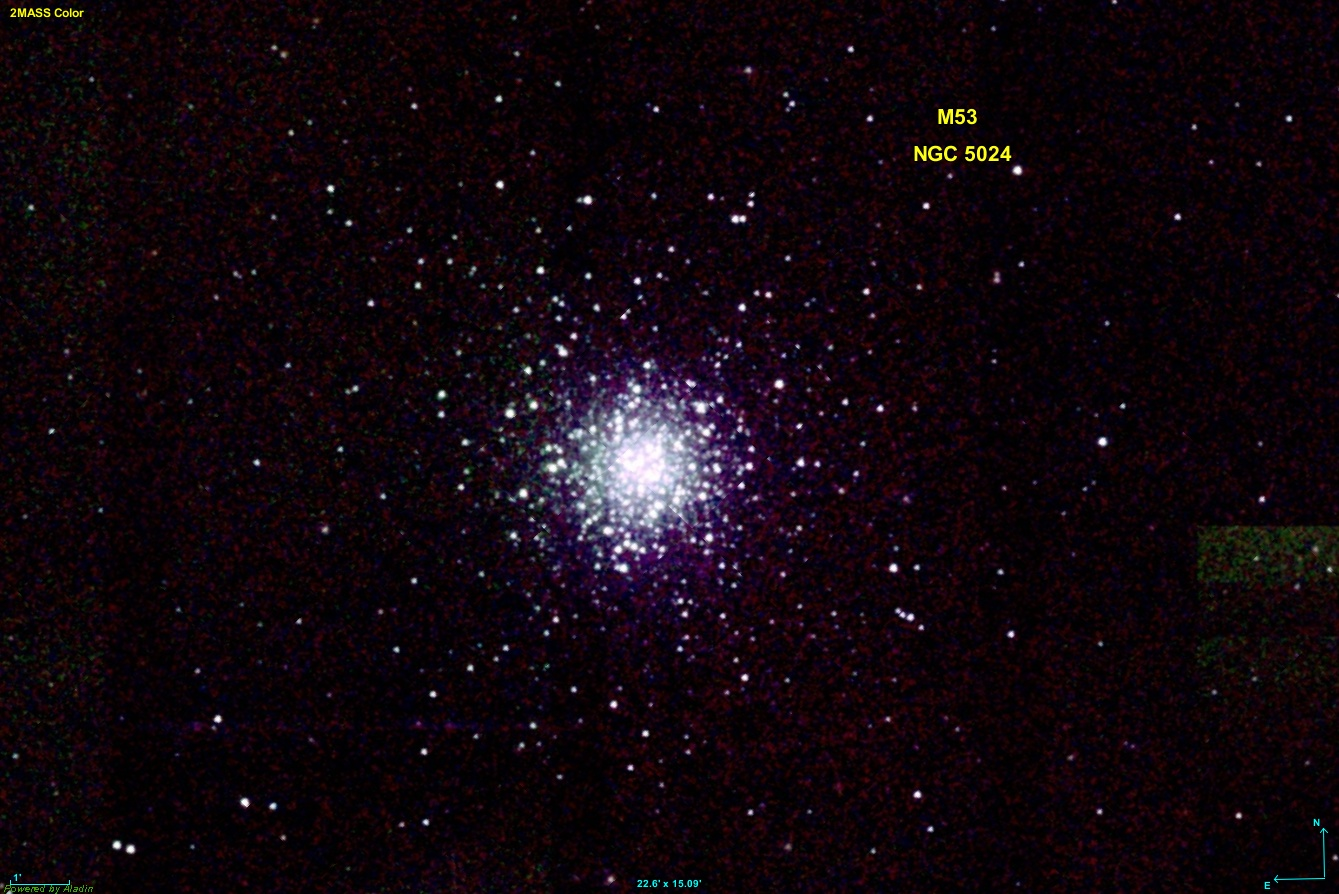
M53 dans le domaine de l'infrarouge par le relevé 2MASS.
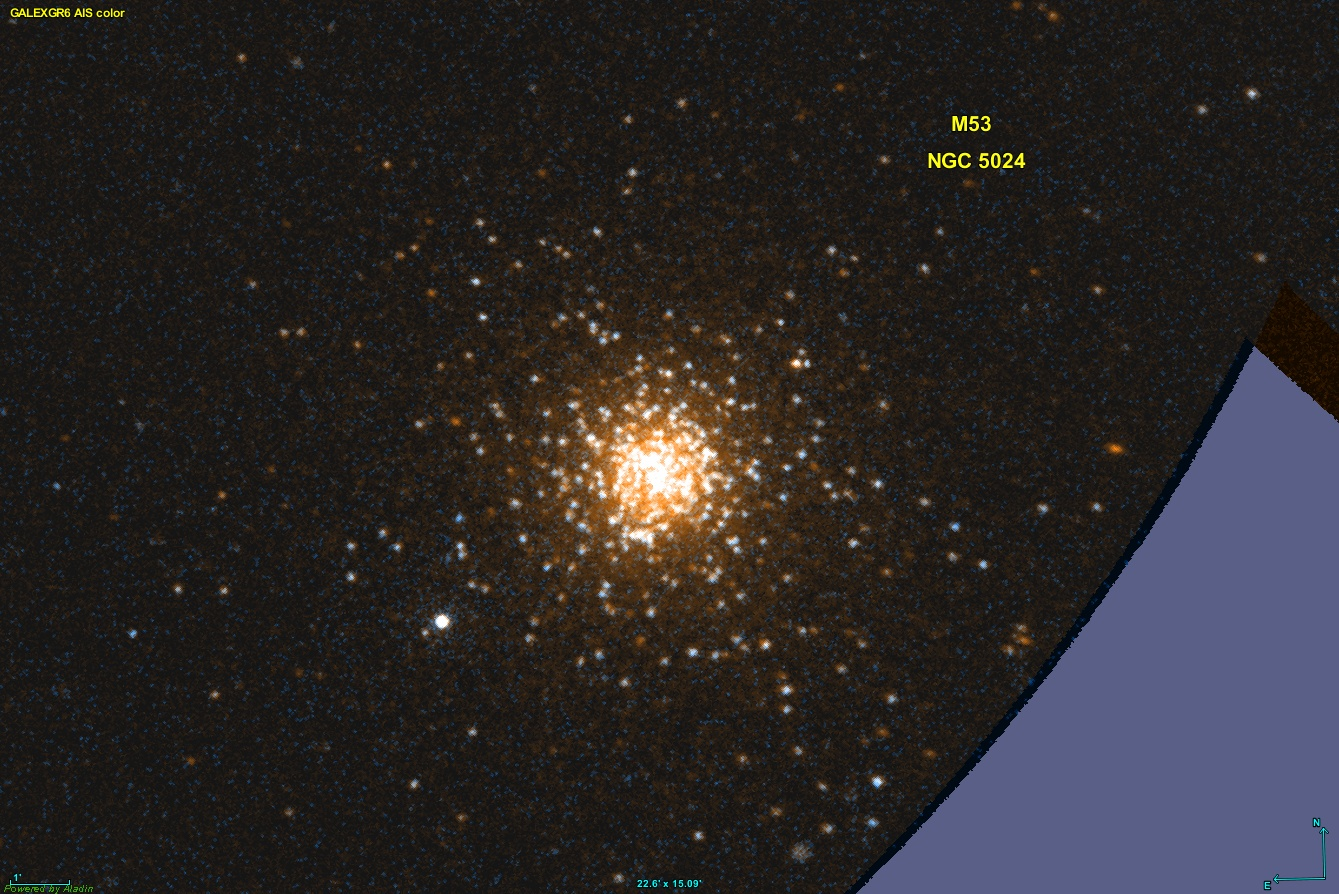
M53 dans le domaine de l'ultraviolet par GALEX.
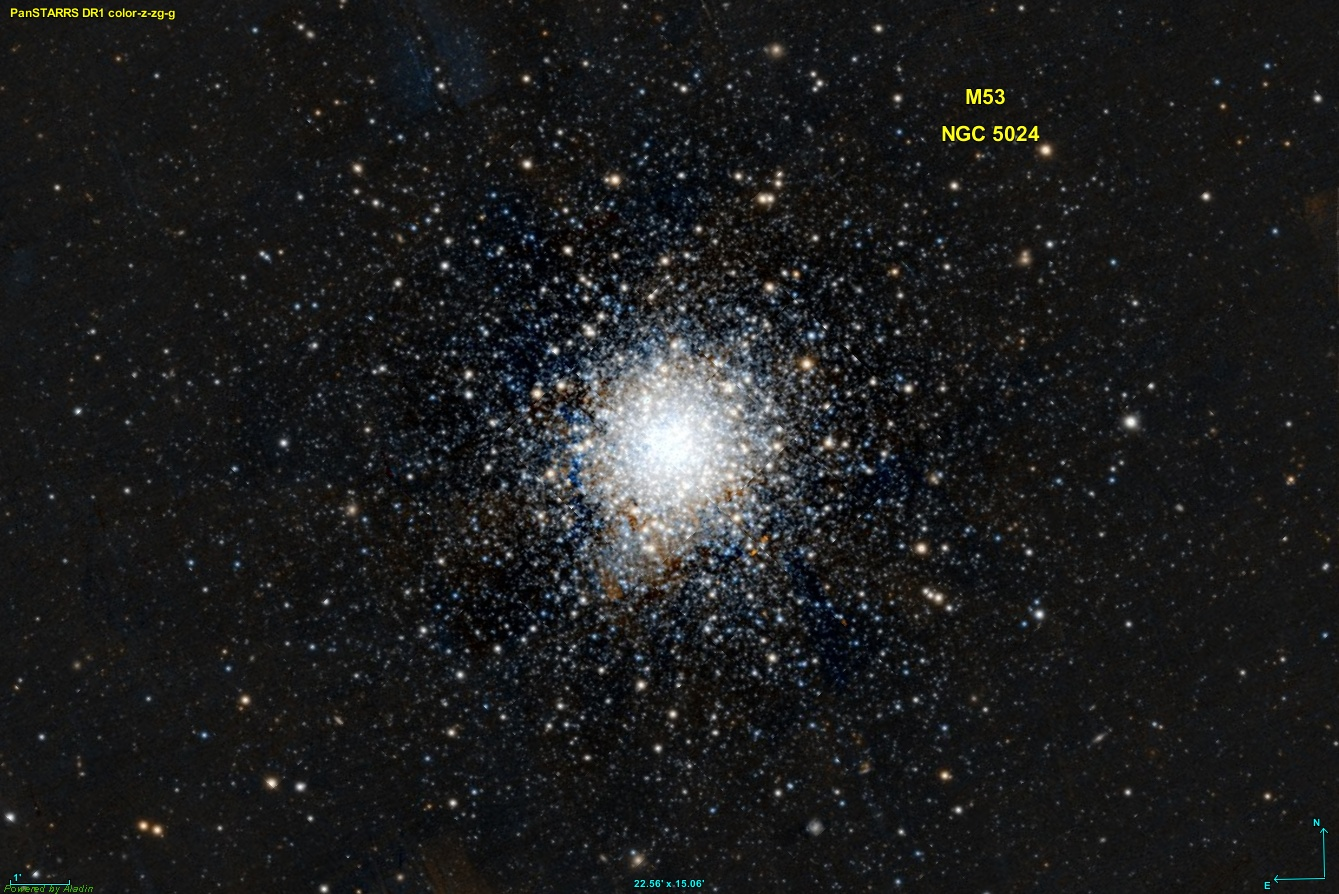
M53 en lumière visible par le relevé Pan-STARRS.